# Glenallen Hill
Pour les articles homonymes, voir Hill.
Glenallen Hill (né le 22 mars 1965 à Santa Cruz, Californie, États-Unis) est un joueur de champ extérieur au baseball qui a évolué de 1989 à 2001 dans les Ligues majeures.
 

## Carrière de joueur
Glenallen Hill est un choix de neuvième ronde des Blue Jays de Toronto en 1983. Il commence sa carrière dans le baseball majeur avec Toronto le 31 juillet 1989. Il évolue avec les Jays comme réserviste au champ extérieur jusqu'en 1991. Il est surnommé Spider-Man par ses coéquipiers en 1990 après un incident inhabituel qui l'envoie sur la liste des joueurs blessés : souffrant d'arachnophobie, Hill fait une nuit un cauchemar où il est pourchassé par des araignées. Paniqué, le rêve le pousse à s'enfuir, toujours endormi, et il déboule un escalier pour s'écraser contre une table en vitre, s'infligeant de multiples lacérations notamment aux pieds et aux mains,. Le 27 juin 1991, Hill est transféré avec le voltigeur Mark Whiten et le lanceur Denis Boucher aux Indians de Cleveland pour le lanceur Tom Candiotti et le voltigeur Turner Ward. Le 19 août 1993, il quitte les Indians lorsqu'il est transféré aux Cubs de Chicago en retour du voltigeur Candy Maldonado. Il frappe pour ,297 de moyenne au bâton en 89 matchs pour les Cubs en 1994, frappant 10 coups de circuit et récoltant 38 points produits.
Hill rejoint les Giants de San Francisco en 1995 et il dispute trois saisons avec cette équipe. En 132 parties, son plus grand nombre en une année au cours de sa carrière, il atteint des records personnels de 131 coups sûrs, 24 circuits et 86 points produits à sa première année à San Francisco. Il poursuit sur sa lancée de 1994, alors qu'il avait volé 19 buts pour les Cubs, ajoutant une récolte de 25 buts volés pour les Giants.
Il enchaîne en 1996 avec une année de 19 circuits et 67 points produits, haussant sa moyenne au bâton à ,280. En 1997, il claque 11 longues balles et produit 64 points. Il participe aux séries éliminatoires pour la première fois de sa carrière, mais les Giants sont éliminés dès le premier tour. Le 12 juin 1997, Glenallen Hill devient le premier joueur d'une équipe de la Ligue nationale à être frappeur désigné dans un match de saison régulière, alors que les Giants visitent les Rangers du Texas dans le premier match interligue de l'histoire des majeures.
Il présente en 1998 sa moyenne au bâton la plus élevée (,310) en carrière, au cours d'une année partagée entre les Mariners de Seattle et les Cubs de Chicago, qui l'obtiennent au ballottage le 6 juillet. Fort d'une récolte de 20 circuits et 56 points produits au total pour ces deux clubs, il joue en éliminatoires avec Chicago, faisant une seule présence dans ce qui s'avère être un bref parcours pour les Cubs, battus dès la première ronde. Il demeure à Chicago jusqu'au 21 juillet 2000, lorsqu'il est échangé aux Yankees de New York contre les lanceurs Ben Ford et Oswaldo Mairena. Il sert surtout de frappeur désigné aux Yankees durant ce bref passage. Malgré un seul coup sûr en 17 présences au bâton en parties d'après-saison, Glenallen Hill savoure la conquête de la Série mondiale 2000 avec les Yankees. Il termine sa carrière en 2001 chez les Angels d'Anaheim.
Glenallen Hill a joué 1162 matchs au total dans le baseball majeur, obtenant 1005 coups sûrs, 186 circuits, 586 points produits, 528 points marqués et 96 buts volés. Sa moyenne au bâton en carrière s'élève à ,271.
En décembre 2007, Glenallen Hill est mentionné dans le rapport Mitchell. Étant au moment de l'investigation employé d'un club du baseball majeur, Hill est tenu de rencontrer le sénateur George J. Mitchell, qui enquête sur le dopage dans les Ligues majeures. Interrogé sur un possible achat de stéroïdes anabolisants en 2000 ou 2001, le joueur à la retraite confirme s'être procuré ses substances mais nie les avoir utilisées. En février 2008, il formule des excuses publiques et admet avoir brièvement, en fin de carrière, utilisé des substances dopantes,.

## Carrière d'entraîneur

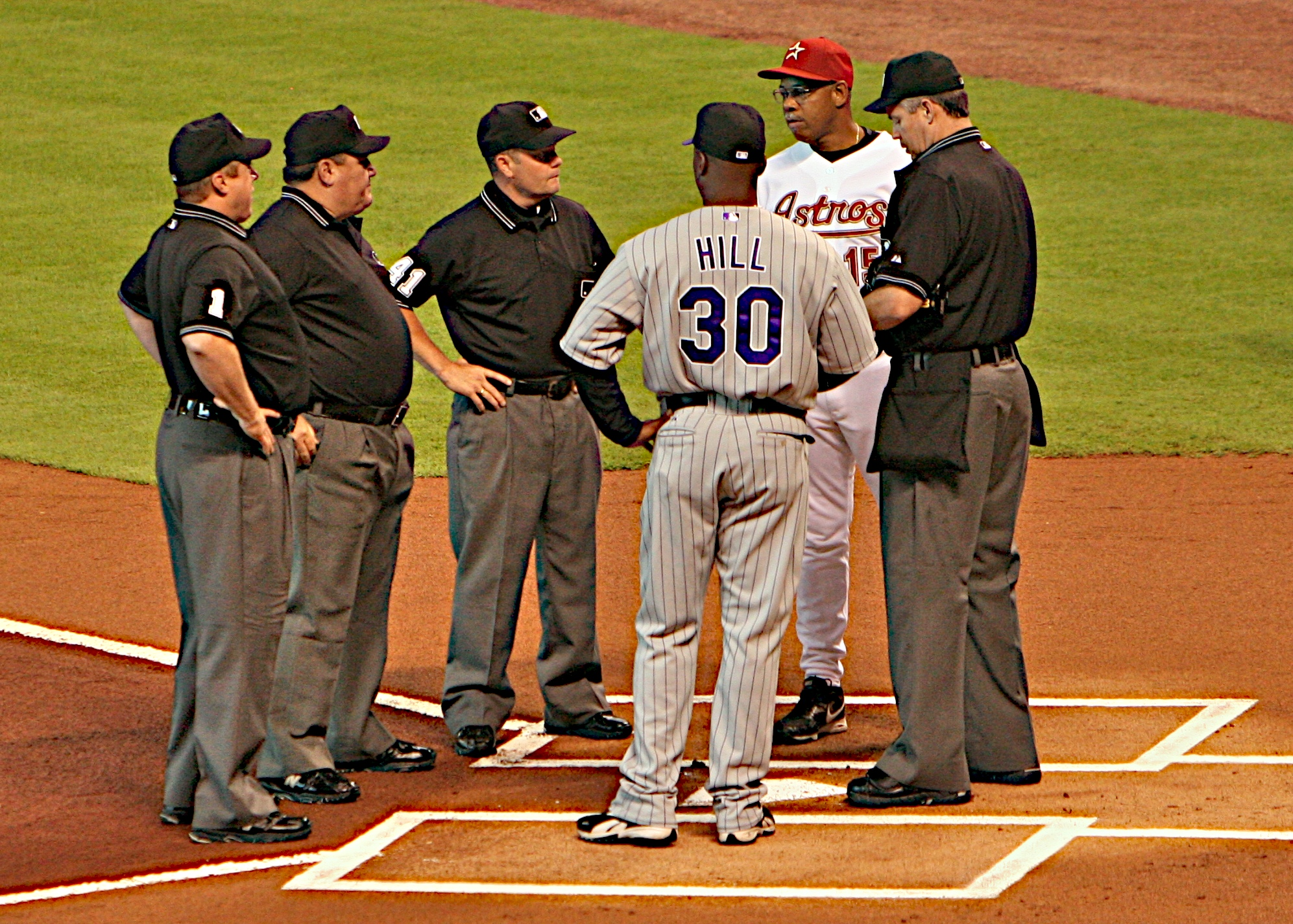
Glenallen Hill sur le terrain au Minute Maid Park lors d'un match des Rockies en 2007 à Houston.

En 2004, Glenallen Hill devient instructeur des frappeurs dans les ligues mineures chez les Oaks de Visalia, le club-école de classe A-Advanced des Rockies du Colorado dans la California League. Il suit le club qui déménage en 2005 à Modesto, en Californie, pour devenir les Modesto Nuts. En cours de saison 2006, il devient manager des Nuts.
En novembre 2006, Hill est nommé instructeur au premier but chez les Rockies du Colorado et entre en fonction lors de la saison 2007. Il est du personnel d'instructeurs des Rockies lors de leur première conquête du titre de la Ligue nationale en 2007, et aux côtés du gérant de l'équipe Clint Hurdle au match des étoiles en 2008. Il est instructeur de premier but des Rockies jusqu'au terme de la saison 2012.
En 2007, Hill est l'un des premiers instructeurs des majeures à porter un casque protecteur lorsqu'il est sur les lignes de côté pendant un match. Il prend cette décision après la mort de Mike Coolbaugh, un ancien joueur de la MLB devenu instructeur dans les mineures pour les Drillers de Tulsa et tué par une balle frappée en flèche en 2007. Le baseball majeur adopte d'ailleurs l'année suivante un règlement imposant le port du casque.
En 2013, Hill devient gérant des Sky Sox de Colorado Springs, le club-école Triple-A des Rockies du Colorado dans la Ligue de la côte du Pacifique.